# Édouard van Remoortel
Édouard van Remoortel (Bruxelles, 30 mai 1926 – Paris, 16 mai 1977) est un chef d'orchestre belge.

## Biographie
Édouard van Remoortel étudie le violoncelle, la musique de chambre, l'harmonie et la direction d'orchestre, avec Gaspar Cassadó et Alceo Galliera au Conservatoire de Bruxelles de 1945 à 1949. Il travaille ensuite la direction d'orchestre au Conservatoire de Genève et en privé avec Josef Krips.
Il fait ses débuts à Genève, puis en 1951 dirige au festival de Salzbourg et se rend en tournée avec l'Orchestre du Mozarteum. Il est régulièrement invité de l'Orchestre national de Belgique à partir de 1951. De 1958 à 1962, van Remoortel est directeur de la musique de l'Orchestre symphonique de Saint-Louis. Il est nommé après le succès d'une invitation à diriger l'orchestre. Cependant, lors de sa première saison, il tente de rejeter 42 des musiciens de l'orchestre. En retour, les musiciens votent ne plus jouer pour lui. Sa dernière saison à Saint-Louis, ne comprend que sept concerts d'abonnement avec lui et son contrat n'est pas renouvelé. De 1964 à 1970, il est conseiller musical de l'Orchestre national de l'opéra de Monte-Carlo et à partir de 1974, chef invité permanent de l'orchestre national de Mexico.

## Discographie
De nombreux enregistrements ont été réalisés pour le label Vox Records avec divers orchestres européens.
- Litolff, Concerto symphonique n° 4, op. 102, Gerald Robbins, piano ; Orchestre de l'opéra de Monte-Carlo
- Saint-Saëns, Concerto pour violon n° 3, Introduction et Rondo capriccioso, Havanaise - Henryk Szeryng, violon ; Orchestre National de l'Opéra de Monte-Carlo. LP Philips 1970